# 玉生城
玉生城（たまにゅうじょう）は、栃木県塩谷郡塩谷町大字玉生（下野国塩谷郡）にあった日本の城（山城）。建長6年（1254年）築城。慶長2年（1597年）10月13日廃城。

## 沿革
玉生氏初代の玉生忠景（忠昌）が建長6年（1254年）に築城した。なお忠景が弘長年間に築城した説もある。
塩谷朝業の曾孫・忠景が玉生氏を名乗り、下野国塩谷郡玉生の地に玉生城を築き、玉生氏代々の居城となった。その後、玉生氏の勢力が拡大するとともに、応永16年（1409年）に時の当主勝泰が居城を宇都野城（鳩ヶ森城）に移すと、玉生城は、玉生氏の支城となった。
城は、宇都宮勢の北の守りの一つとして機能するが、慶長2年（1597年）10月13日に宇都宮氏が改易されると廃城となった。

## 歴代城主
| 城主             | 生没年                                       | 城主の期間又は備考                                                   |
| ---------------- | -------------------------------------------- | -------------------------------------------------------------------- |
| 玉生忠景（忠昌） | 生年月日不詳。 - 弘長元年（1261年）11月1日没 | 建長6年（1254年） - 弘長元年（1261年）11月1日                        |
| 玉生綱家         | 生没年不詳                                   | 弘長元年11月2日 - 不詳                                               |
| 玉生経綱         | 生没年不詳                                   | 期間不詳                                                             |
| 玉生勝富         | 生年月日不詳 - 建武3年（1336年）2月6日没     | 就任年不詳 - 建武3年（1336年）2月6日                                 |
| 玉生富高         | 生年月日不詳 - 貞治2年（1363年）6月17日没    | 建武3年（1336年）2月7日 - 貞治2年（1363年）6月17日                   |
| 玉生綱昌         | 生没年不詳                                   | 貞治2年（1363年）6月18日 - 不詳                                      |
| 玉生勝重         | 生没年不詳                                   | 期間不詳                                                             |
| 玉生勝泰         | 生没年不詳                                   | 応永16年（1409年）に居城を宇都野城に移す。                           |
| 玉生権太夫       | 生没年不詳                                   | 文安3年（1446年）に城主であった。                                    |
| 神永右京亮       | 生没年不詳                                   | 大永3年（1523年）に城主であった。                                    |
| 戸村兵部少輔     | 生没年不詳                                   | 天文7年（1538年）に城主であった。                                    |
| 石下源兵衛       | 生没年不詳                                   | 最後の城主とも言われる。少なくとも資料で確認される最後の城主である。 |

＊玉生忠昌から勝泰までは、『塩谷町史』収録の「玉生氏系図」に拠る。

## 城郭遺構
高原山塊系の丘陵部東端に位置している。遺構の西側のみ峰続きだが、他の3方向は断崖となっている。最高部に主郭を擁した。現在主郭跡には伯耆根神社が奉られている。また山麓には根小屋の字名が残っており、そこに城主の居館が築かれていたと考えられている。
築城当初は、馬蹄形の地形である根小屋に一辺40～50メートルの規模で四方を堀で囲んだ程度の館城（平城）であり、詰め城の必要性が迫られる室町時代に入ってから、現在遺構が残る山城が築かれたと考えられている。
城跡とされる伯耆根神社の社叢は町指定の天然記念物となっているが、城跡自体は史跡等の指定はされていない。